# Microcitrus australis

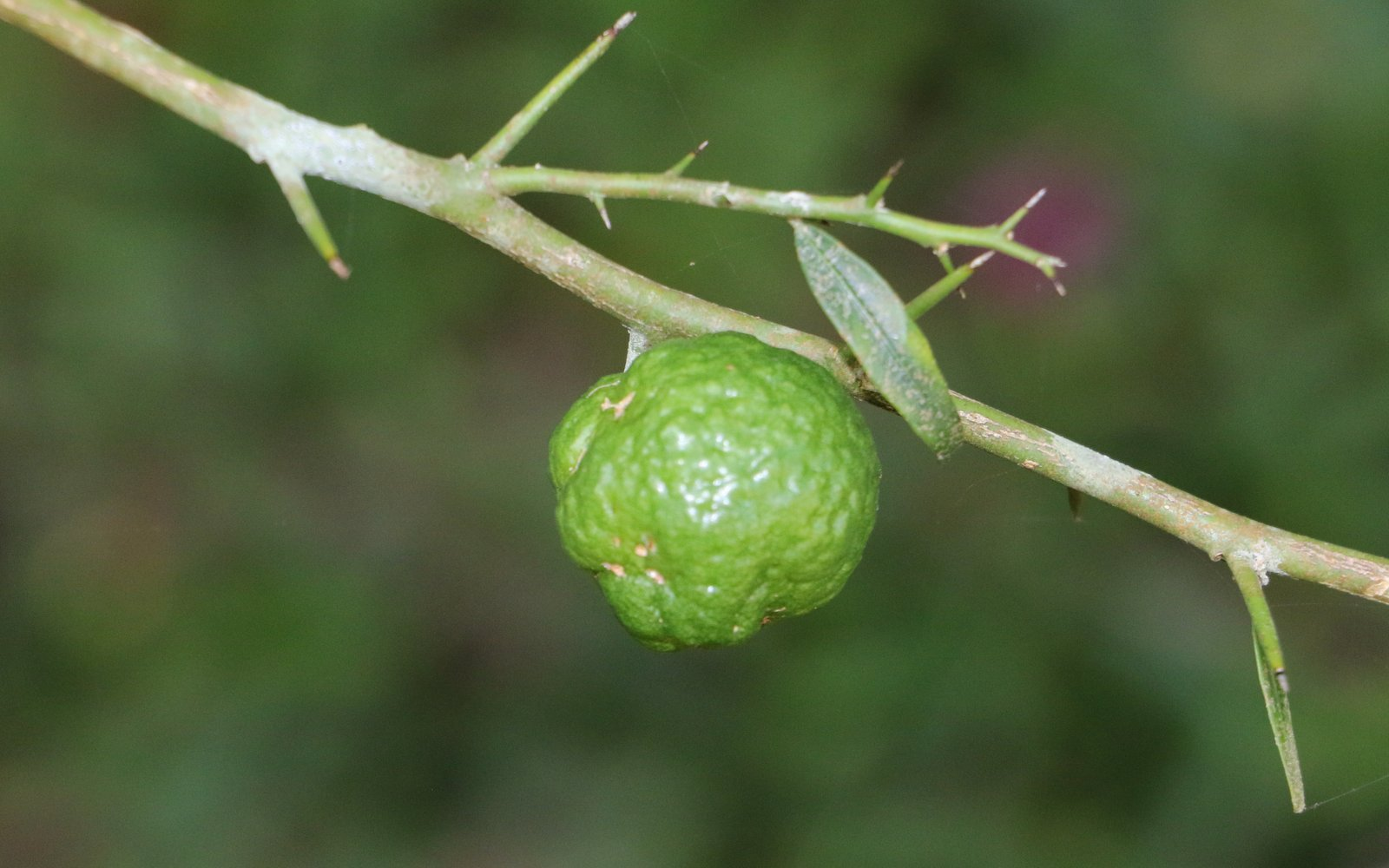
Frucht der Microcitrus australis

Microcitrus australis ist eine Pflanzenart aus der Gattung der Microcitrus in der Familie der Rautengewächse (Rutaceae). Sie wird als Zierpflanze und Obstgehölz verwendet.

## Beschreibung

### Erscheinungsbild und Blatt
Microcitrus australis wächst als Baum mit Wuchshöhen von 10 bis 20 Metern. Die aufstrebenden Leittriebe wachsen gerade mit Internodien von 1 bis 1,5 cm Länge, die kurzen Seitentriebe sind leicht zickzack-förmig, hier sind die Internodien nur 0,5 bis 1 cm lang. Die Zweige sind im Querschnitt eckig. Die Dornen stehen einzeln und werden an den Leittrieben 0,5 bis 1 cm lang, an den Seitentrieben nur 0,2 bis 0,5 cm.
Junge Pflanzen besitzen nur stark reduzierte Niederblätter, später entwickeln sich kleine längliche bis elliptische Laubblätter, die allmählich zur Blattform der erwachsenen Pflanze überleiten. Deren Laubblätter sind in Blattspreite und Blattstiel gegliedert, zwischen beiden liegt ein Trenngewebe. Der 2 bis 3 mm lange Blattstiel ist behaart und auf der Oberseite abgeflacht. An stärkeren Zweigen sind die Blattspreiten bei einer Länge von 3 bis 4 cm und einer Breite von 2 bis 3 cm verkehrt-eiförmig bis verkehrt-herzförmig. An schwachen Seitentrieben bleiben die Blätter mit einer Länge von 2 bis 3 cm und einer Breite von 1,2 bis 1,8 cm kleiner, hier sind sie rhombisch geformt. Die Laubblätter sind unbehaart, gelegentlich an der Blattbasis spärlich bewimpert. Die Blattadern sind vor allem auf der Blattunterseite sichtbar. Auf jeder Seite der Mittelrippe zweigen 12 bis 15 Blattadern ab, die sich ihrerseits wieder verzweigen.

### Blüte, Frucht und Samen
Die Blüten stehen einzeln in den Blattachseln. Die zwittrigen Blüten sind bei einem Durchmesser von 1 bis 1,5 cm radiärsymmetrisch und vier- oder fünfzählig. Die Anzahl der Staubblätter beträgt 16 bis 20. Die Staubfäden sind nicht miteinander verwachsen.
Die Früchte sind bei einem Durchmesser von 2,5 bis 5 cm kugelig. Sie lassen sich, wie andere Zitrusfrüchte, in Segmente teilen, es sind sechs solcher Segmente vorhanden. Die Segmente setzen sich ihrerseits aus zahlreichen Saftschläuchen zusammen, die Form dieser Saftschläuche ist charakteristisch: sie sind an der Außenwand der Frucht kurz gestielt, erstrecken sich zigarrenförmig nach innen und enden in einer stumpfen und häufig unregelmäßig geformten Spitze. An der Außenwand der Frucht sind sie sehr hell grün, nach innen zu kräftiger grün gefärbt. Die einzelnen Saftschläuche werden 6 bis 10 mm lang und 2,5 bis 3,5 mm breit; in der reifen Frucht haften sie alle leicht aneinander. Ihre Konsistenz ist recht fest – so lassen sie sich aufschneiden, ohne dass ihr Inhalt ausläuft. Der Inhalt besteht aus saurem, grünen Saft und zahlreichen großen, gelblichen Öltröpfchen. Der abgeflachte Samen enthält nur einen Embryo.

## Vorkommen
Microcitrus australis stammt aus dem Nordosten Australiens. Das Typusexemplar wurde an der Moreton-Bucht gesammelt.

## Systematik und botanische Geschichte
Die Erstbeschreibung erfolgte 1829 unter dem Namen (Basionym) Limonia australis durch Robert Mudie in The Picture of Australia, S. 151. Sie wurde 1915 unter dem Namen Microcitrus australis durch Walter Tennyson Swingle in Journal of the Washington Academy of Sciences, Volume 5, S. 572 in die neue Gattung Microcitrus gestellt. Ein weiteres Synonym für Microcitrus australis (Mudie) Swingle ist Citrus australis (A.Cunn. ex Mudie) Planch.
Die Abspaltung der Gattung Microcitrus von Citrus führt dazu, dass letztere nicht mehr monophyletisch ist. Neuere Arbeiten beziehen Microcitrus deshalb wieder in die Gattung Citrus ein und benennen die hier beschriebene Pflanze Citrus australis.